# Franco Coop
Franco Coop (Nápoles, 27 de septiembre de 1891-Roma, 27 de marzo de 1962) fue un actor de cine italiano. Apareció en 65 películas entre 1931 y 1960.
Estuvo casado con la también actriz Maria Montesano, con quien también apareció en varias películas. Murió de un edema pulmonar a la edad de 71 años.

## Filmografía selecta
- Corte d'Assise (1931)
- Terra madre (1931)
- Cinque a zero (1932)
- La segretaria per tutti (1933)
- Ninì Falpalà (1933)
- Piccola mia (1933)
- La signora di tutti (1934)
- L'ultimo dei Bergerac (1934)
- La signora Paradiso (1934)
- Aldebaran (1935)
- Quei due (1935)
- Sette giorni all'altro mondo (1936)
- Lo smemorato (1936)
- Darò un milione (1936)
- Gli ultimi giorni di Pompeo (1937)
- Fermo con le mani (1937)
- Escipión, el africano (Scipione l'Africano), de Carmine Gallone (1937)
- I tre desideri (1937)
- E tornato carnevale (1937)
- Il conte di Bréchard (1938)
- San Giovanni decollato (1940)
- Capitan Fracassa (1940)
- Don Pasquale (1940)
- Il re si diverte (1941)
- La bocca sulla strada (1941)
- L'allegro fantasma (1941)
- Gelosia (1942)
- Senza una donna (1943)
- Le vie del peccato (1946)
- Il barone Carlo Mazza (1948)
- Taxi di notte (1950)
- La bisarca (1950)
- Quel fantasma di mio marito (1950)
- Hechizo trágico (1951)
- Canzoni, canzoni, canzoni (1953)
- L'arte di arrangiarsi (1953)
- Non perdiamo la testa (1953)